# Robert T. Seeley
Robert Thomas Seeley (* 26. Februar 1932 in Bryn Mawr; † 30. November 2016 in Newton (Massachusetts)) war ein US-amerikanischer Mathematiker, der sich mit Analysis beschäftigte.
Seeley studierte am Haverford College (Bachelor 1953) und am Massachusetts Institute of Technology (MIT), wo er 1958 bei Alberto Calderon promoviert wurde (Singular integrals on compact manifolds). Danach war er 1958 bis 1961 am Harvey Mudd College als Instructor und später als Assistant Professor und ab 1963 Assistant Professor an der Brandeis University, wo er 1967 eine volle Professur erhielt. Seit 1972 war Seeley Professor für Mathematik an der University of Massachusetts in Boston.
Er befasste sich unter anderem mit Pseudodifferentialoperatoren und dem Atiyah-Singer-Indexsatz.
1970 war er Invited Speaker auf dem Internationalen Mathematikerkongress in Nizza (Fractional powers of boundary problems). 1965 bis 1967 war er Sloan Research Fellow. Er war Fellow der American Mathematical Society.
Seeley war verheiratet und wurde Vater von vier Kindern.

## Schriften
- Introduction to Fourier series and integrals, Benjamin 1966
- Calculus of one variable, Glenview, Illinois, Scott/Foresman 1968
- Calculus of several variables, Glenview, Illinois, Scott/Foresman 1970
- Calculus of one and several variables, Glenview, Illinois 1973
- Calculus, Harcourt, Brace, Jovanovich 1990
- Integro-differential operators on vector bundles, Trans. Amer. Math. Soc., Band 117, 1965, S. 167–204 (Seeley Algebra)